# Aranga (Nouvelle-Zélande)
Aranga  est une localité de la région du Northland, dans l'île du Nord de la Nouvelle-Zélande.

## Situation
La route State Highway 12 (en) passe à travers la ville d'Aranga. 
La ville d'Omapere est à 47 km au nord-ouest, et la ville de  Dargaville est à 42 km au sud-est. 
La forêt de Waipoua est au nord , . 
Le site de «Maunganui Bluff » et la mer de Tasman sont situés vers l'ouest, alors que le petit village de Aranga Beach siégeant vers l’extrémité nord le la Plage de Ripiro (en) .

## Caractéristiques
Le Parc de "Trounson Kauri" est une réserve forestière de 450 ha située à quelques kilomètres au sud de la ville d'Aranga .

## Activité économique
Aranga fut un centre de l’extraction de la gomme de kauri (en) dès l'année 1887 et ceci jusqu'en 1940 et ce fut l’une des dernières zones d'extraction de la gomme en Nouvelle-Zélande . 
Un moulin à flax (en) fonctionna aussi au niveau d'Aranga de 1890 à 1900.

## Installations
Le marae local nommé «Waikarā » est un terrain de rencontre traditionnel, qui est situé à Te Roroa (en) .
Il caractérise la maison de rencontre nommée: "Te Uaua" .

## Éducation
L'école d' « Aranga School »  est une école mixte, assurant tout le primaire, allant de l'année 1 à 8 avec un taux de décile de 4  et un effectif de 24 élèves en mars 2019. L'école a célébré son centenaire en 2005.